# ウプサラ大学図書館

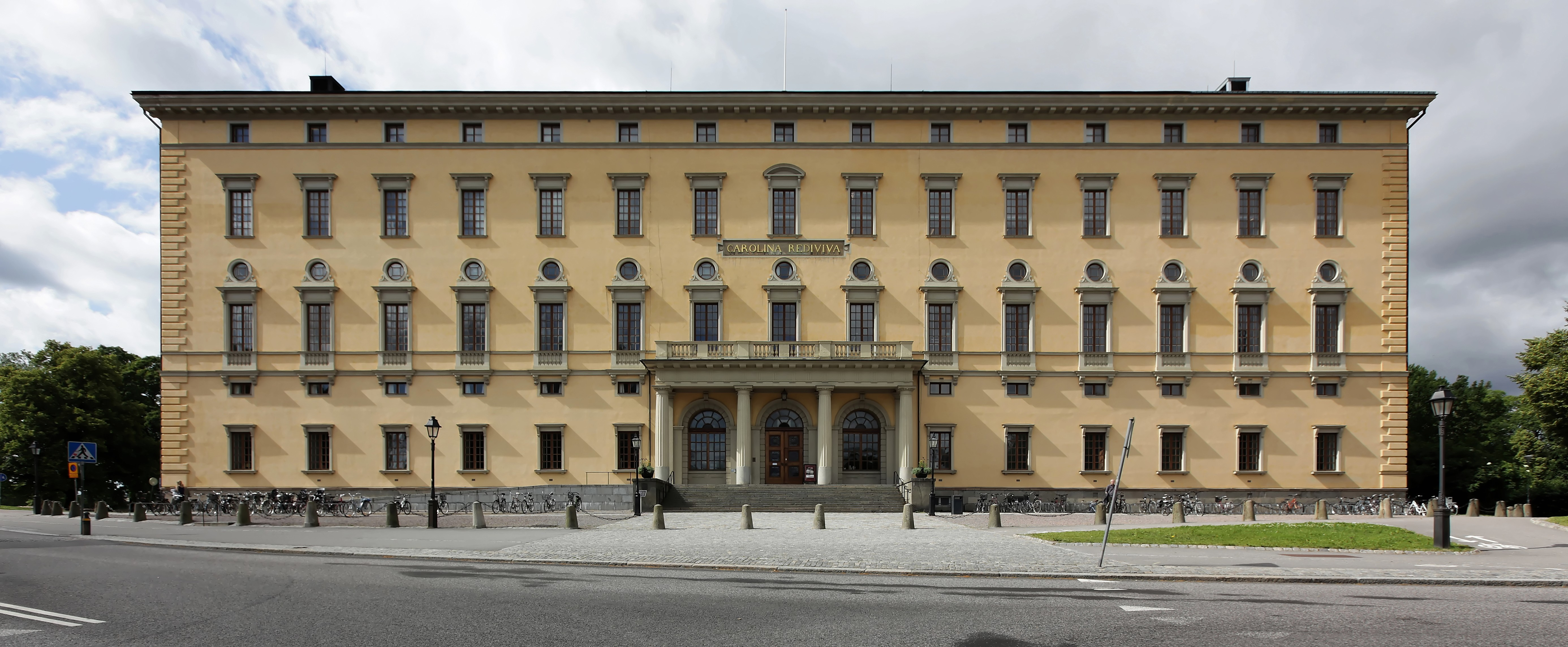

ウプサラ大学図書館（ウプサラだいがくとしょかん）はスウェーデンのウプサラ大学に属する大学図書館である。蔵書520万冊、電子ジャーナルの購読12,000。本舎はカロリナ・レヴィディヴァという。

## 組織
三科に分かれる。

### A科（人文科）
- カロリナ図書館（本舎にある）
- カーリン・ボイエ図書館（作家カーリン・ボイエにちなむ）

### B科（社会科）
- 欧州ドキュメントセンター法学図書館
- ダグ・ハマーショルド図書館（政治家のダグ・ハマーショルドにちなむ）
- 経済図書館
- 心理学図書館
- 文書館
- 住宅・都市図書館
- 教育学図書館
- 教育研究図書館
- 北欧アフリカ研究所図書館

### リンネ科（自然科学科）
- 医書館
- 健康学図書館
- 生医学図書館
- オングストローム図書館（アンデルス・オングストロームにちなむ）
- 地学図書館
- ベウリング・数学コンピューター工学図書館（アーネ・ベウリングにちなむ）
- 生物学図書館

### 文化保存科
- 写本・楽譜
- 地図・版本
- 初期の印刷書

## 重要な著作
- コーデクス・アルゲンテウス（聖書のゴート語訳）
- オラウス・マグヌスの作製した海図（Carta Marina）
- コペルニクス著作集（Copernicana）
- エリック・ワレル蔵書集：エリック・ワレルの収集していた書籍を図書館が引き取った（一部寄付による）ものである。
- ボドニ印刷集：ジャンバティスタ・ボドニの印刷のコレクション。企業家のエリック・ケンペ（Erik Kempe）の寄贈および資助による。イタリアのパルマにあるものを除けば世界で最大の規模である。